# Tentativa de golpe de Estado na República do Congo em 1966
A tentativa de golpe no Congo de 1966 ocorreu entre junho e julho de 1966 quando militares amotinados na República do Congo atacaram edifícios governamentais, prenderam altos oficiais e tentaram depor o governo.

## Desenvolvimento
Durante dez dias, em junho e julho de 1966, ocorreu uma tentativa de golpe na República do Congo. A intentona golpista foi desencadeada após o rebaixamento de Marien Ngouabi (o futuro presidente), que foi acusado de insubordinação. A unidade de elite de paraquedistas de Ngouabi assumiu parte da capital, Brazzaville, e conseguiu cortar as telecomunicações e o transporte da cidade.
Um grupo de mais de 200 soldados do exército cubano, então residente em Brazzaville, protegeu a estação de rádio do governo e também o governo congolês contra os paraquedistas rebeldes. Quando o presidente Alphonse Massamba-Débat voltou ao país em 3 de julho, foi recebido no aeroporto por membros de seu governo e não pelos militares, como era de praxe.
Os diplomatas soviéticos, estadunidenses, alemães ocidentais, belgas e franceses que estavam presentes concordaram que a presença do exército cubano na capital havia impedido a derrubada do regime.